# Kostel svatého Vavřince (Království)
Římskokatolický farní kostel svatého Vavřince v Království je empírová sakrální stavba v jihozápadní části obce.

## Historie

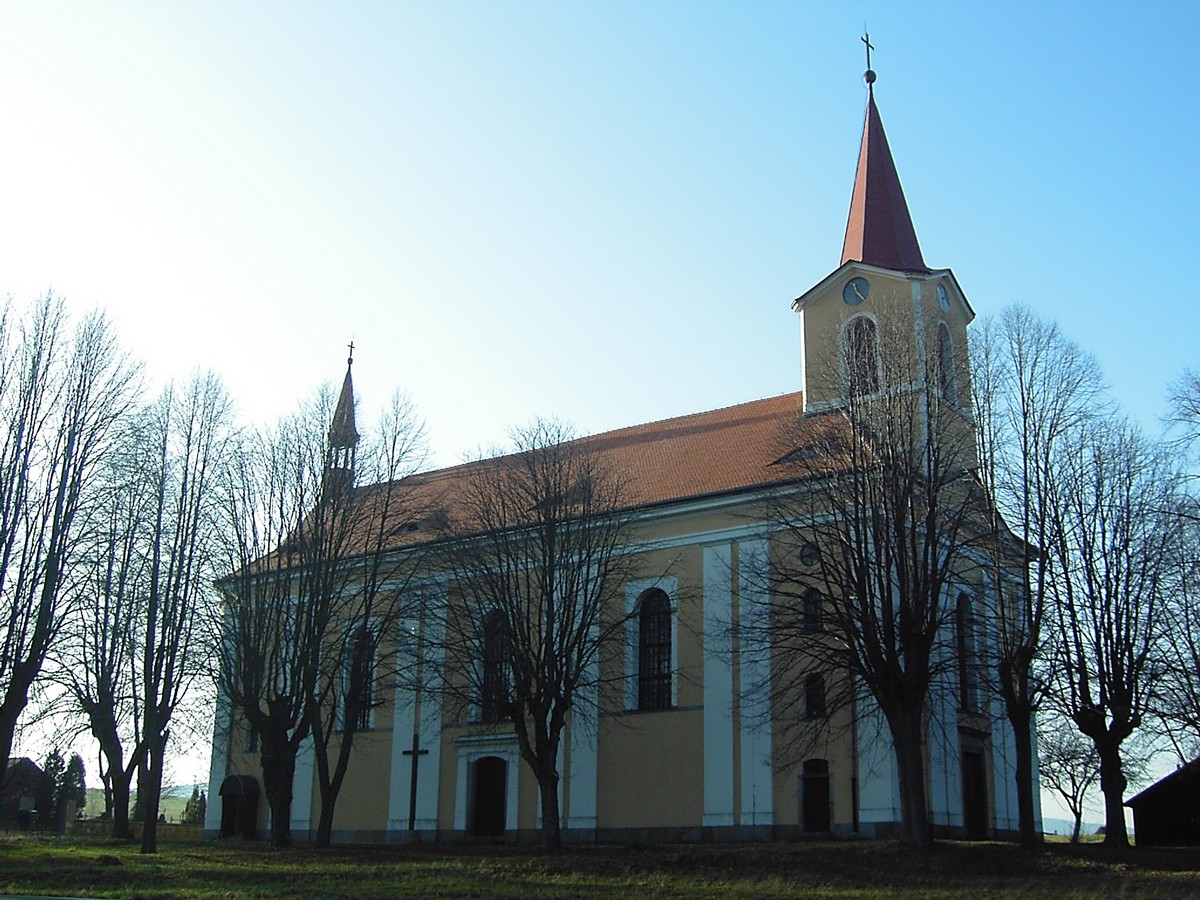
Kostel sv. Vavřince z boku

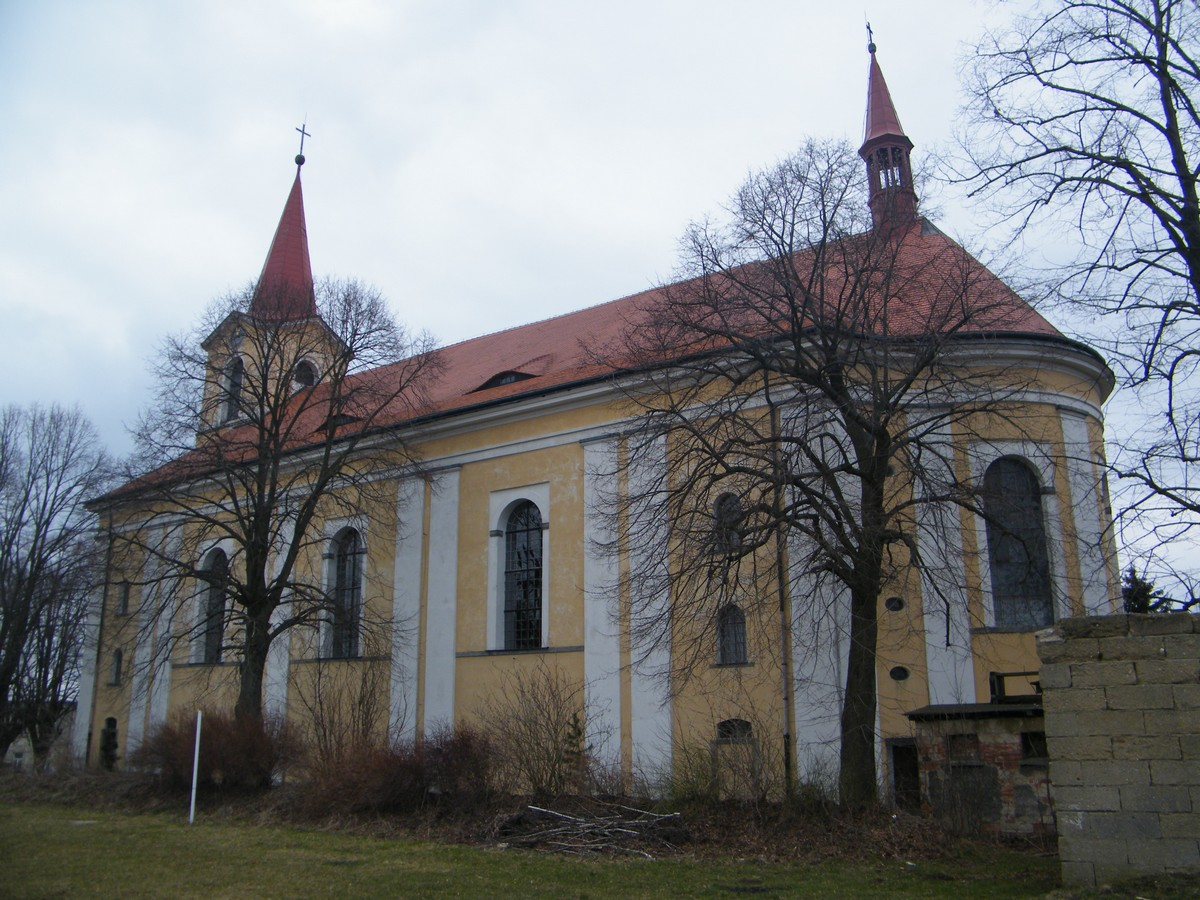
Kostel sv. Vavřince od závěru

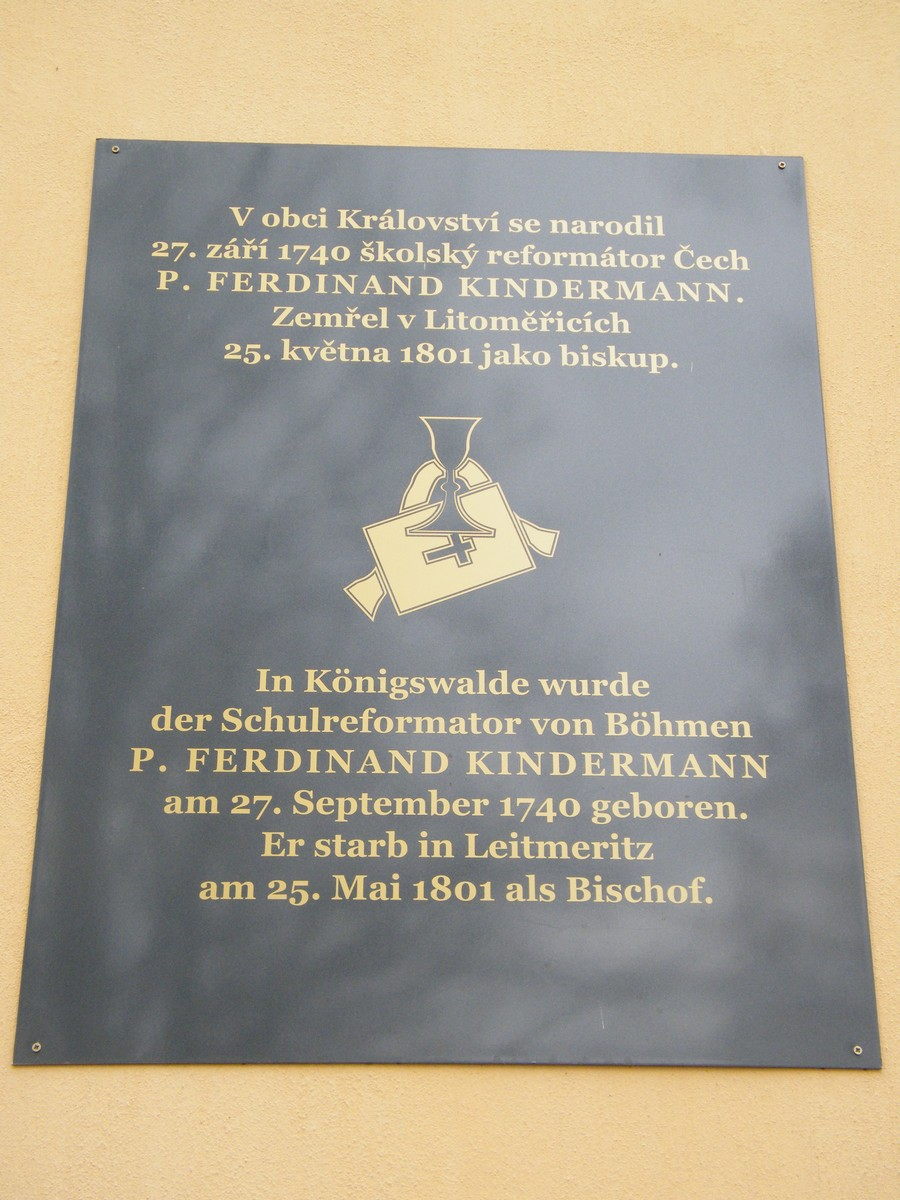
Pamětní deska rodáka z Království litoměřického biskupa Kindermanna

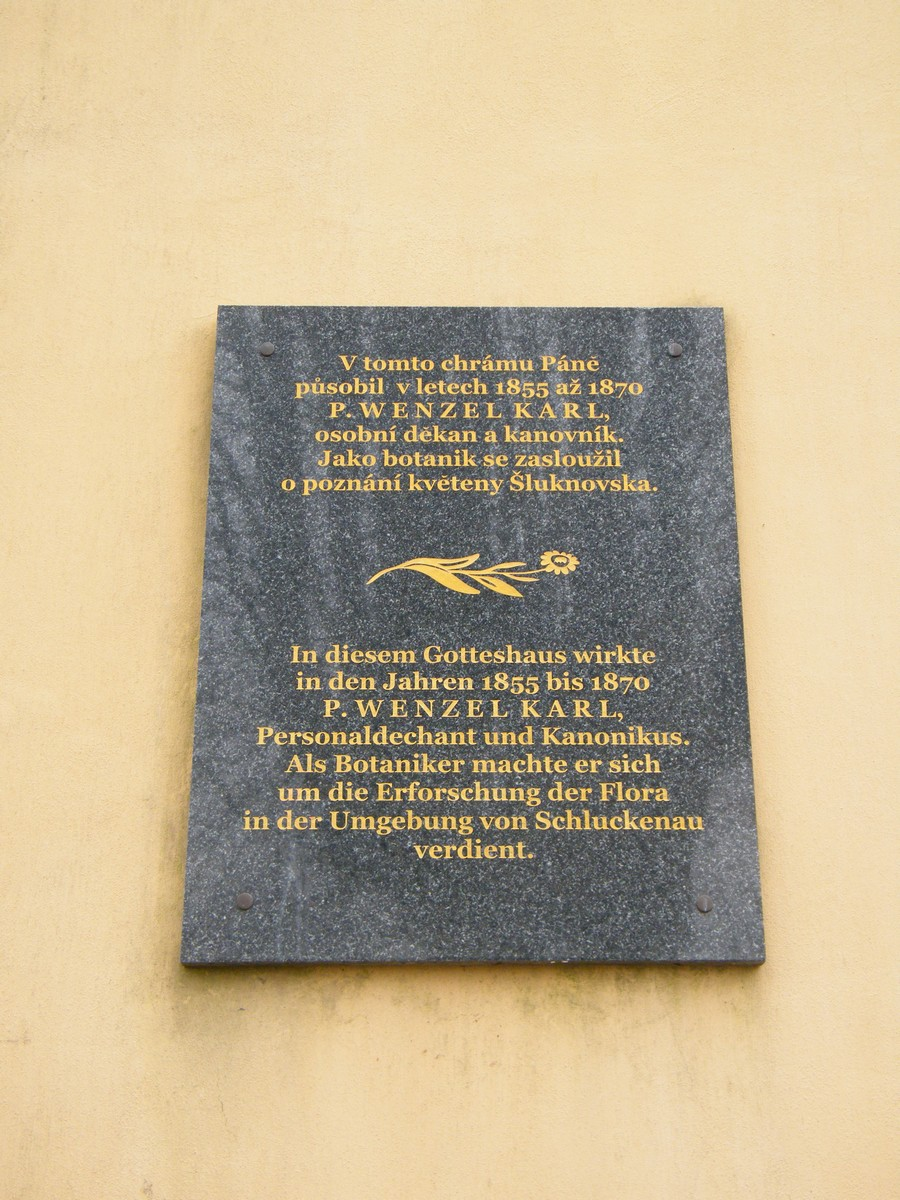
Pamětní deska faráře Wenzela Karla

V dobách, kdy nemělo Království vlastní kostel, bylo farně příslušné k saskému Sprembergu. Cesta spojující obě vsi proto nesla název Kostelní stezka (něm. Kirchsteig). Po dokončení rekatolizace přešla vesnice k farnímu okrsku Šluknov. První výraznější snahy o vybudování vlastního kostela se objevily v 90. letech 18. století. Přestože výstavbu podporoval místní rodák, sedmý litoměřický biskup Ferdinand Kindermann (1740–1801), kvůli sporům mezi obyvateli Království k ní nakonec nedošlo. O půlstoletí později byla úspěšná snaha jiříkovského děkana Georga Göttlicha. Zorganizoval veřejnou sbírku, která přinesla dostatek financí na to, aby mohl být 2. srpna 1843 položen základní kámen kostela. Výstavba trvala pět let, nový chrám byl vysvěcen 10. srpna 1848 biskupem Augustinem Hillem. Téhož roku byl založen hřbitov, navazující na kostel. V letech 1861–1862 byl ke střeše kostela přistavěn sanktusník. Kostel byl průběžně udržován až do druhé světové války. Po jejím skončení postupně chátral, k celkovým opravám fasády a střechy došlo v 90. letech 20. století.
Kostel svatého Vavřince je ve vlastnictví Římskokatolické farnosti Království a je spravován excurrendo ze Šluknova P. Pavlem Procházkou. Pravidelné bohoslužby se neslouží, využíván je pouze příležitostně. Není vyhlášen jako nemovitá kulturní památka. Bývalá fara je v soukromém vlastnictví.

## Architektura
Jedná se o jednolodní stavbu s obdélným půdorysem a polokruhově ukončeným presbytářem. Má obdélné sakristie po stranách kostela. Sakristie mají v patře oratoře. Vstupní průčelí s věží nad středem je členěno pilastry. Při středu jsou pilastry zdvojené, protože nesou kladí, jehož římsa vytváří nad střední částí trojúhelný štít. V ose je obdélný portál a polokruhem ukončené okno. Věž se zkoseným nárožím je prolomena polokruhově sklenutým oknem. Boční fasády člení dvojice pilastrů a okna s polokruhovým záklenkem v obdélném rámci.
Presbytář je sklenut plackou a konchou s lunetami v závěru. V lodi jsou tři pole placek. Tato pole jsou oddělená zdvojenými valenými pásy, které se sbíhají na vtažené pilíře propojené válenými pásy podélným směrem. Sakristie i oratoře jsou sklenuty valenou klenbou s lunetami. Dřevěná kruchta je dvoupatrová.

## Zařízení
Zařízení pochází z doby kolem roku 1850. Na hlavním oltáři se nachází obraz svatého Vavřince od Johanna Birnbauma (1793–1872) z roku 1848. Barokní Kalvárie s Ukřižovaným, Pannou Marií, sv. Janem a sv. Maří Magdalénou je z 18. století. Barokní sochy sv. Václava a sv. Jana Nepomuckého pochází ze 2. poloviny 18. století.

## Hřbitov
Nedaleko kostela se nachází hřbitov.

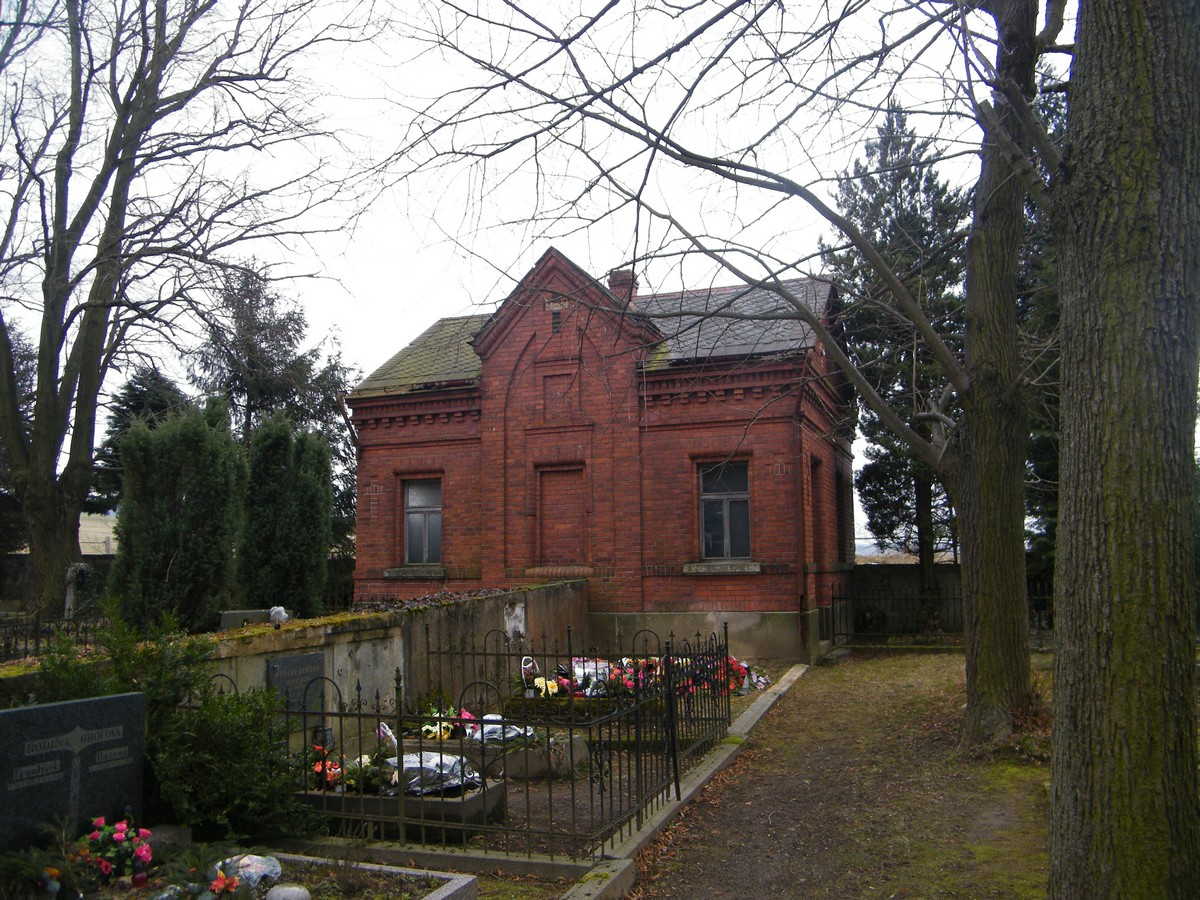
Hřbitov v Království
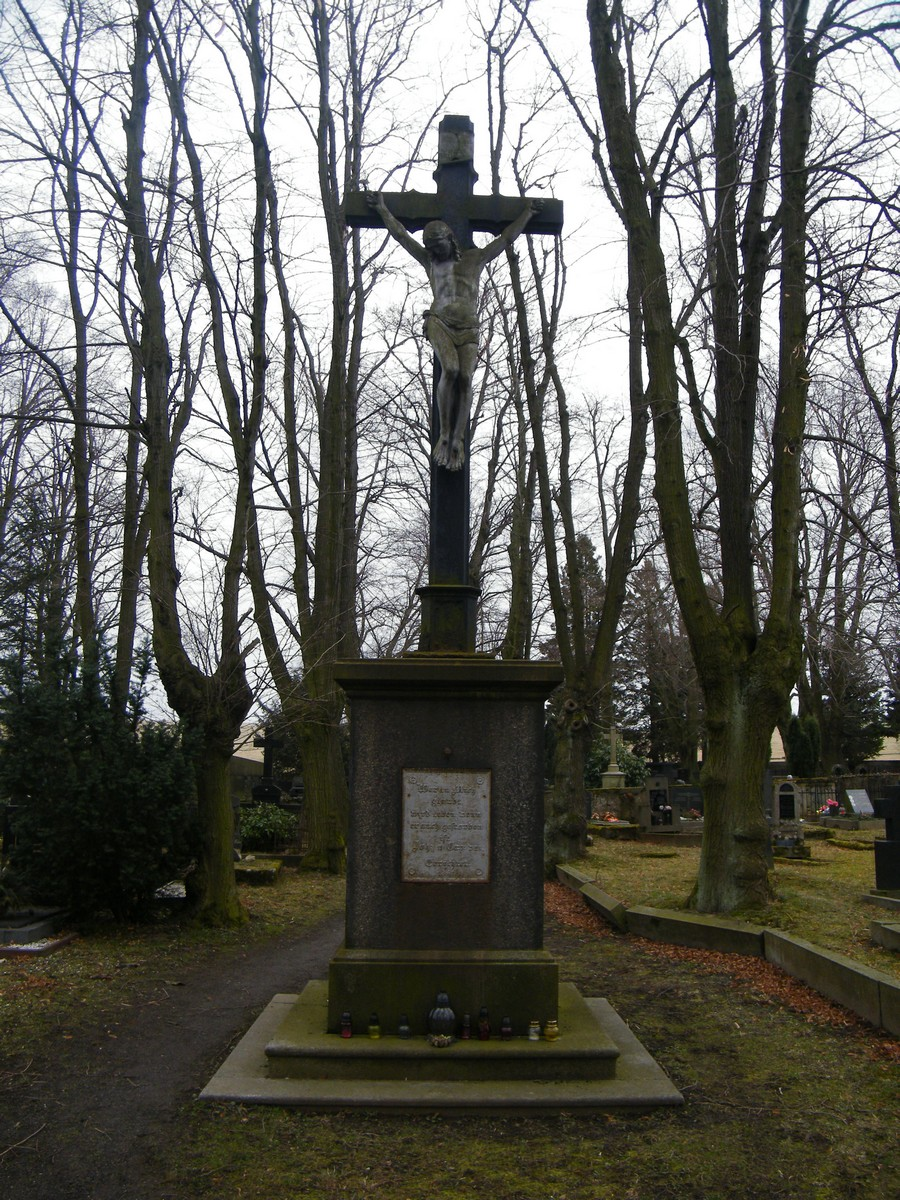
Centrální kříž na hřbitově v Království
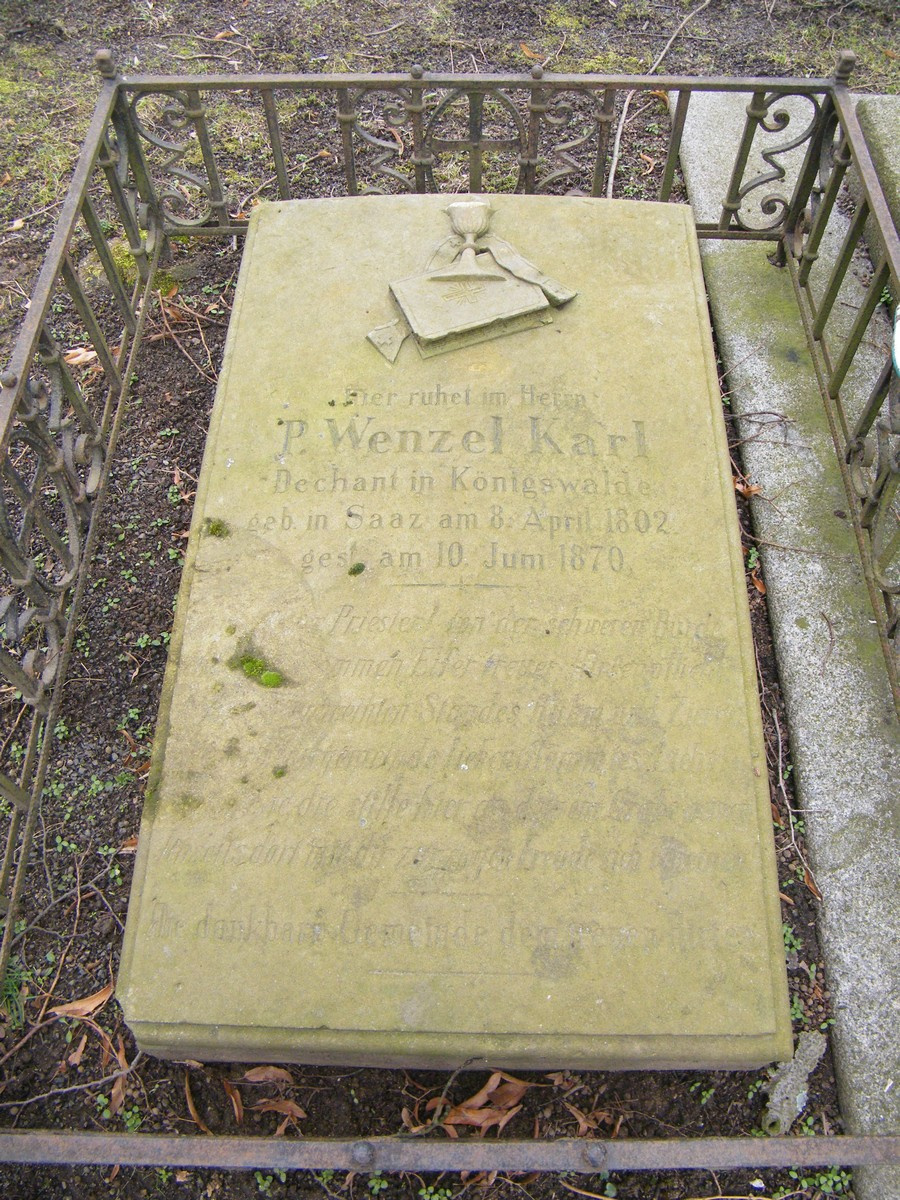
Hrob faráře Wenzela Karla na hřbitově v Království